# Strychnos asperula
Strychnos asperula är en tvåhjärtbladig växtart som beskrevs av Thomas Archibald Sprague och Sandwith. Strychnos asperula ingår i släktet Strychnos och familjen Loganiaceae. Inga underarter finns listade i Catalogue of Life.